# European Rugby Champions Cup 2021-22
La temporada 2021-22 de la Copa de Campeones Europeos de Rugby fue la 27.ª edición de la máxima competición continental del rugby europeo y la 8.ª con el nuevo nombre y formato.
El torneo comenzó 10 de diciembre de 2021 y finalizó el 28 de mayo de 2022 en el Stade Vélodrome de Marsella, Francia.

## Modo de disputa
El número de equipos participantes es de 24, divididos en 2 grupos con 12 equipos por grupo. En donde cada equipo disputará cuatro encuentros, frente a dos rivales diferentes en condición de local y de visitantes, luego se confeccionará una tabla general en donde se definirán los clasificados a las fases finales de los torneos europeos.
La particularidad del torneo será que un equipo no podrá enfrentar a un rival de su misma liga, por lo tanto un equipo de la Premiership solo podrá enfrentar a un equipo del Top 14 y otro del URC.
Los ocho primeros equipos de cada grupo clasificaran a los octavos de final, mientras que los tres siguientes serán transferidos a la 
Copa Desafío Europeo de Rugby 2021-22 en donde disputarán los octavos de final.

### Sistema de puntuación
Los equipos participantes se agrupan en una tabla general teniendo en cuenta los resultados de los partidos mediante un sistema de puntuación, la cual se reparte:
- 4 puntos por victoria.
- 2 puntos por empate.
- 0 puntos por derrota.

También se otorga punto bonus, ofensivo y defensivo:
- El punto bonus ofensivo se obtiene al marcar cuatro (4) o más tries.
- El punto bonus defensivo se obtiene al perder por una diferencia de hasta siete (7) puntos.

## Equipos
Veinticuatro equipos se clasificaron para la temporada 2021-22, basándose en la clasificación de sus respectivas ligas domésticas durante la anterior temporada. La distribución de los equipos responde al siguiente patrón:
- Inglaterra: 8 equipos
  - Equipos clasificados entre la primera y la octava posición en la temporada 2020-21 de la Premiership Rugby. (8 equipos)
- Francia: 8 equipos
  - Equipos clasificados entre la primera y la séptima posición en la temporada 2020-21 del Top 14 francés y el campeón del European Rugby Challenge Cup. (8 equipos)
- Irlanda, Italia, Escocia y Gales: 8 equipos

| Premiership | Top 14 | United Rugby Championship                | United Rugby Championship | United Rugby Championship      | United Rugby Championship |
| Inglaterra (8) | Francia (8)                                                                                                | Irlanda (4)                              | Escocia (1)               | Gales (3)                      |                           |
| - Bath - Bristol Bears - Exeter Chiefs - Harlequins - Leicester Tigers - Northampton Saints - Sale Sharks - Wasps | - Bordeaux Bègles - Castres - Clermont - La Rochelle - Montpellier - Racing 92 - Stade Français - Toulouse | - Connacht - Leinster - Munster - Ulster | - Glasgow Warriors        | - Cardiff - Ospreys - Scarlets |                           |

## Fase de grupos

### Grupo A
| Pos. | Equipo             | Encuentros | Encuentros | Encuentros | Encuentros | Tantos | Tantos | Tantos | PB | PB | Puntos |
| Pos. | Equipo             | PJ         | PG         | PE         | PP         | F      | C      | Dif    | BO | BD | Puntos |
| ---- | ------------------ | ---------- | ---------- | ---------- | ---------- | ------ | ------ | ------ | -- | -- | ------ |
| 1.º  | Racing 92          | 4          | 4          | 0          | 0          | 126    | 24     | +102   | 3  | 0  | 19     |
| 2.º  | Ulster             | 4          | 4          | 0          | 0          | 114    | 96     | +18    | 3  | 0  | 19     |
| 3.º  | La Rochelle        | 4          | 3          | 1          | 0          | 97     | 64     | +33    | 2  | 0  | 16     |
| 4.º  | Leinster           | 4          | 3          | 0          | 1          | 198    | 62     | +136   | 3  | 0  | 15     |
| 5.º  | Sale Sharks        | 4          | 2          | 1          | 1          | 89     | 48     | +41    | 1  | 1  | 12     |
| 6.º  | Exeter Chiefs      | 4          | 2          | 0          | 2          | 126    | 82     | +44    | 3  | 0  | 11     |
| 7.º  | Montpellier        | 4          | 2          | 0          | 2          | 78     | 157    | –79    | 2  | 0  | 10     |
| 8.º  | Clermont           | 4          | 1          | 1          | 2          | 79     | 82     | –3     | 0  | 2  | 8      |
| 9.º  | Glasgow Warriors   | 4          | 1          | 0          | 3          | 82     | 117    | –35    | 0  | 1  | 5      |
| 10.º | Northampton Saints | 4          | 0          | 0          | 4          | 56     | 124    | –68    | 0  | 2  | 2      |
| 11.º | Bath               | 4          | 0          | 1          | 3          | 48     | 148    | –100   | 0  | 0  | 2      |
| 12.º | Ospreys            | 4          | 0          | 0          | 4          | 33     | 123    | –90    | 0  | 0  | 0      |

|  | Clasificados a los octavos de final.                     |
|  | Clasificados a los octavos de final de la Challenge Cup. |

#### Primera Fecha
| 10 de diciembre de 2021 | Northampton Saints | 14 - 45 | Racing 92 |  |  |

| 11 de diciembre de 2021 | Leinster | 45 - 20 | Bath |  |  |

| 11 de diciembre de 2021 | Clermont | 23 - 29 | Ulster |  |  |

| 11 de diciembre de 2021 | Exeter Chiefs | 42 - 6 | Montpellier |  |  |

| 12 de diciembre de 2021 | Ospreys | 13 - 21 | Sale Sharks |  |  |

| 12 de diciembre de 2021 | La Rochelle | 20 - 13 | Glasgow Warriors |  |  |

#### Segunda Fecha
| 17 de diciembre de 2021 | Ulster | 27 - 22 | Northampton Saints |  |  |

| 17 de diciembre de 2021 | Montpellier | 28 - 0 | Leinster |  |  |

| 18 de diciembre de 2021 | Bath | 0 - 0 | La Rochelle |  |  |

| 18 de diciembre de 2021 | Sale Sharks | 0 - 0 | Clermont |  |  |

| 18 de diciembre de 2021 | Racing 92 | 28 - 0 | Ospreys |  |  |

| 18 de diciembre de 2021 | Glasgow Warriors | 22 - 7 | Exeter Chiefs |  |  |

#### Tercera Fecha
| 15 de enero de 2022 | Ospreys | 10 - 25 | Racing 92 |  |  |

| 15 de enero de 2022 | La Rochelle | 39 - 21 | Bath |  |  |

| 15 de enero de 2022 | Exeter Chiefs | 52 - 17 | Glasgow Warriors |  |  |

| 16 de enero de 2022 | Leinster | 89 - 7 | Montpellier |  |  |

| 16 de enero de 2022 | Northampton Saints | 20 - 24 | Ulster |  |  |

| 16 de enero de 2022 | Clermont | 25 - 19 | Sale Sharks |  |  |

#### Cuarta Fecha
| 22 de enero de 2022 | Bath | 7 - 64 | Leinster |  |  |

| 22 de enero de 2022 | Ulster | 34 - 31 | Clermont |  |  |

| 22 de enero de 2022 | Glasgow Warriors | 30 - 38 | La Rochelle |  |  |

| 23 de enero de 2022 | Sale Sharks | 49 - 10 | Ospreys |  |  |

| 23 de enero de 2022 | Racing 92 | 28 - 0 | Northampton Saints |  |  |

| 23 de enero de 2022 | Montpellier | 37 - 26 | Exeter Chiefs |  |  |

### Grupo B
| Pos. | Equipo           | Encuentros | Encuentros | Encuentros | Encuentros | Tantos | Tantos | Tantos | PB | PB | Puntos |
| Pos. | Equipo           | PJ         | PG         | PE         | PP         | F      | C      | Dif    | BO | BD | Puntos |
| ---- | ---------------- | ---------- | ---------- | ---------- | ---------- | ------ | ------ | ------ | -- | -- | ------ |
| 1.º  | Leicester Tigers | 4          | 4          | 0          | 0          | 102    | 64     | +38    | 2  | 0  | 19     |
| 2.º  | Harlequins       | 4          | 4          | 0          | 0          | 135    | 101    | +34    | 3  | 0  | 19     |
| 3.º  | Munster          | 4          | 4          | 0          | 0          | 115    | 47     | +68    | 2  | 0  | 18     |
| 4.º  | Bristol Bears    | 4          | 3          | 1          | 0          | 108    | 38     | +70    | 3  | 0  | 17     |
| 5.º  | Connacht         | 4          | 1          | 0          | 3          | 118    | 104    | +14    | 3  | 3  | 10     |
| 6.º  | Bordeaux Bègles  | 4          | 1          | 1          | 2          | 58     | 54     | +4     | 1  | 1  | 8      |
| 7.º  | Toulouse         | 4          | 1          | 1          | 2          | 61     | 65     | -4     | 1  | 0  | 7      |
| 8.º  | Stade Français   | 4          | 1          | 1          | 2          | 63     | 95     | -32    | 1  | 0  | 7      |
| 9.º  | Cardiff          | 4          | 1          | 0          | 3          | 57     | 85     | –33    | 2  | 1  | 7      |
| 10.º | Wasps            | 4          | 1          | 1          | 2          | 51     | 102    | -51    | 0  | 0  | 6      |
| 11.º | Castres          | 4          | 0          | 0          | 4          | 77     | 91     | -14    | 1  | 4  | 5      |
| 12.º | Scarlets         | 4          | 0          | 1          | 3          | 31     | 125    | –94    | 0  | 0  | 2      |

|  | Clasificados a los octavos de final.                     |
|  | Clasificados a los octavos de final de la Challenge Cup. |

#### Primera Fecha
| 11 de diciembre de 2021 | Bordeaux Bègles | 13 - 16 | Leicester Tigers |  |  |

| 11 de diciembre de 2021 | Cardiff | 7 - 39 | Toulouse |  |  |

| 11 de diciembre de 2021 | Bristol Bears | 28 - 0 | Scarlets |  |  |

| 12 de diciembre de 2021 | Connacht | 36 - 9 | Stade Français |  |  |

| 12 de diciembre de 2021 | Wasps | 14 - 35 | Munster |  |  |

| 12 de diciembre de 2021 | Castres | 18 - 20 | Harlequins |  |  |

#### Segunda Fecha
| 18 de diciembre de 2021 | Harlequins | 43 - 17 | Cardiff |  |  |

| 18 de diciembre de 2021 | Munster | 19 - 13 | Castres |  |  |

| 19 de diciembre de 2021 | Scarlets | 0 - 0 | Bordeaux Bègles |  |  |

| 19 de diciembre de 2021 | Leicester Tigers | 29 - 23 | Connacht |  |  |

| 19 de diciembre de 2021 | Toulouse | 0 - 0 | Wasps |  |  |

| 19 de diciembre de 2021 | Stade Français | 0 - 0 | Bristol Bears |  |  |

#### Tercera Fecha
| 14 de enero de 2022 | Castres | 13 - 16 | Munster |  |  |

| 14 de enero de 2022 | Cardiff | 33 - 36 | Harlequins |  |  |

| 15 de enero de 2022 | Wasps | 30 - 22 | Toulouse |  |  |

| 15 de enero de 2022 | Connacht | 28 - 29 | Leicester Tigers |  |  |

| 15 de enero de 2022 | Bristol Bears | 28 - 17 | Stade Français |  |  |

| 16 de enero de 2022 | Bordeaux Bègles | 45 - 10 | Scarlets |  |  |

#### Cuarta Fecha
| 21 de enero de 2022 | Harlequins | 36 - 33 | Castres |  |  |

| 22 de enero de 2022 | Toulouse | 0 - 28 | Cardiff |  |  |

| 22 de enero de 2022 | Leicester Tigers | 28 - 0 | Bordeaux Bègles |  |  |

| 22 de enero de 2022 | Scarlets | 21 - 52 | Bristol Bears |  |  |

| 23 de enero de 2022 | Stade Français | 37 - 31 | Connacht |  |  |

| 23 de enero de 2022 | Munster | 45 - 7 | Wasps |  |  |

## Fase Final
|  | Octavos de final | Octavos de final | Octavos de final | Octavos de final | Octavos de final |    |                  | Cuartos de final | Cuartos de final | Cuartos de final |  |           | Semifinales | Semifinales | Semifinales |  |             | Final       | Final | Final |  |
|  |                  |                  |                  |                  |                  |    |                  |                  |                  |                  |  |           |             |             |             |  |             |             |       |       |  |
|  |                  |                  |                  |                  |                  |    |                  |                  |                  |                  |  |           |             |             |             |  |             |             |       |       |  |
|  | Racing 92        | Racing 92        | 22               | 33               | 55               |    |                  |                  |                  |                  |  |           |             |             |             |  |             |             |       |       |  |
|  | Racing 92        | Racing 92        | 22               | 33               | 55               |    |                  |                  |                  |                  |  |           |             |             |             |  |             |             |       |       |  |
|  | Stade Français   | Stade Français   | 9                | 22               | 33               |    |                  |                  |                  |                  |  |           |             |             |             |  |             |             |       |       |  |
|  | Stade Français   | Stade Français   | 9                | 22               | 33               |    | Racing 92        | Racing 92        | 41               |                  |  |           |             |             |             |  |             |             |       |       |  |
|  |                  |                  |                  |                  |                  |    | Racing 92        | Racing 92        | 41               |                  |  |           |             |             |             |  |             |             |       |       |  |
|  |                  |                  | Sale Sharks      | Sale Sharks      | 22               |    |                  |                  |                  |                  |  |           |             |             |             |  |             |             |       |       |  |
|  | Bristol Bears    | Bristol Bears    | Sale Sharks      | Sale Sharks      | 22               | 10 | 29               | 39               |                  |                  |  |           |             |             |             |  |             |             |       |       |  |
|  | Bristol Bears    | Bristol Bears    |                  |                  |                  |    |                  | 39               |                  |                  |  |           |             |             |             |  |             |             |       |       |  |
|  | Sale Sharks      | Sale Sharks      | 9                | 35               | 44               |    |                  |                  |                  |                  |  |           |             |             |             |  |             |             |       |       |  |
|  | Sale Sharks      | Sale Sharks      | 9                | 35               | 44               |    |                  |                  |                  |                  |  | Racing 92 | Racing 92   | 13          |             |  |             |             |       |       |  |
|  |                  |                  |                  |                  |                  |    |                  |                  |                  |                  |  | Racing 92 | Racing 92   | 13          |             |  |             |             |       |       |  |
|  |                  |                  | La Rochelle      | La Rochelle      | 20               |    |                  |                  |                  |                  |  |           |             |             |             |  |             |             |       |       |  |
|  | Harlequins       | Harlequins       | La Rochelle      | La Rochelle      | 20               | 26 | 33               | 59               |                  |                  |  |           |             |             |             |  |             |             |       |       |  |
|  | Harlequins       | Harlequins       |                  |                  |                  |    |                  | 59               |                  |                  |  |           |             |             |             |  |             |             |       |       |  |
|  | Montpellier      | Montpellier      | 40               | 20               | 60               |    |                  |                  |                  |                  |  |           |             |             |             |  |             |             |       |       |  |
|  | Montpellier      | Montpellier      | 40               | 20               | 60               |    | Montpellier      | Montpellier      | 19               |                  |  |           |             |             |             |  |             |             |       |       |  |
|  |                  |                  |                  |                  |                  |    | Montpellier      | Montpellier      | 19               |                  |  |           |             |             |             |  |             |             |       |       |  |
|  |                  |                  | La Rochelle      | La Rochelle      | 31               |    |                  |                  |                  |                  |  |           |             |             |             |  |             |             |       |       |  |
|  | La Rochelle      | La Rochelle      | La Rochelle      | La Rochelle      | 31               | 31 | 31               | 62               |                  |                  |  |           |             |             |             |  |             |             |       |       |  |
|  | La Rochelle      | La Rochelle      |                  |                  |                  |    |                  | 62               |                  |                  |  |           |             |             |             |  |             |             |       |       |  |
|  | Bordeaux Bègles  | Bordeaux Bègles  | 13               | 23               | 36               |    |                  |                  |                  |                  |  |           |             |             |             |  |             |             |       |       |  |
|  | Bordeaux Bègles  | Bordeaux Bègles  | 13               | 23               | 36               |    |                  |                  |                  |                  |  |           |             |             |             |  | La Rochelle | La Rochelle | 24    |       |  |
|  |                  |                  |                  |                  |                  |    |                  |                  |                  |                  |  |           |             |             |             |  | La Rochelle | La Rochelle | 24    |       |  |
|  |                  |                  | Leinster         | Leinster         | 21               |    |                  |                  |                  |                  |  |           |             |             |             |  |             |             |       |       |  |
|  | Ulster           | Ulster           | Leinster         | Leinster         | 21               | 26 | 23               | 49               |                  |                  |  |           |             |             |             |  |             |             |       |       |  |
|  | Ulster           | Ulster           |                  |                  |                  |    |                  | 49               |                  |                  |  |           |             |             |             |  |             |             |       |       |  |
|  | Toulouse         | Toulouse         | 20               | 30               | 50               |    |                  |                  |                  |                  |  |           |             |             |             |  |             |             |       |       |  |
|  | Toulouse         | Toulouse         | 20               | 30               | 50               |    | Toulouse         | Toulouse         | 24 (4)           |                  |  |           |             |             |             |  |             |             |       |       |  |
|  |                  |                  |                  |                  |                  |    | Toulouse         | Toulouse         | 24 (4)           |                  |  |           |             |             |             |  |             |             |       |       |  |
|  |                  |                  | Munster          | Munster          | 24 (2)           |    |                  |                  |                  |                  |  |           |             |             |             |  |             |             |       |       |  |
|  | Munster          | Munster          | Munster          | Munster          | 24 (2)           | 8  | 26               | 34               |                  |                  |  |           |             |             |             |  |             |             |       |       |  |
|  | Munster          | Munster          |                  |                  |                  |    |                  | 34               |                  |                  |  |           |             |             |             |  |             |             |       |       |  |
|  | Exeter Chiefs    | Exeter Chiefs    | 13               | 10               | 23               |    |                  |                  |                  |                  |  |           |             |             |             |  |             |             |       |       |  |
|  | Exeter Chiefs    | Exeter Chiefs    | 13               | 10               | 23               |    |                  |                  |                  |                  |  | Toulouse  | Toulouse    | 17          |             |  |             |             |       |       |  |
|  |                  |                  |                  |                  |                  |    |                  |                  |                  |                  |  | Toulouse  | Toulouse    | 17          |             |  |             |             |       |       |  |
|  |                  |                  | Leinster         | Leinster         | 40               |    |                  |                  |                  |                  |  |           |             |             |             |  |             |             |       |       |  |
|  | Leicester Tigers | Leicester Tigers | Leinster         | Leinster         | 40               | 29 | 27               | 56               |                  |                  |  |           |             |             |             |  |             |             |       |       |  |
|  | Leicester Tigers | Leicester Tigers |                  |                  |                  |    |                  | 56               |                  |                  |  |           |             |             |             |  |             |             |       |       |  |
|  | Clermont         | Clermont         | 10               | 17               | 27               |    |                  |                  |                  |                  |  |           |             |             |             |  |             |             |       |       |  |
|  | Clermont         | Clermont         | 10               | 17               | 27               |    | Leicester Tigers | Leicester Tigers | 14               |                  |  |           |             |             |             |  |             |             |       |       |  |
|  |                  |                  |                  |                  |                  |    | Leicester Tigers | Leicester Tigers | 14               |                  |  |           |             |             |             |  |             |             |       |       |  |
|  |                  |                  | Leinster         | Leinster         | 23               |    |                  |                  |                  |                  |  |           |             |             |             |  |             |             |       |       |  |
|  | Leinster         | Leinster         | Leinster         | Leinster         | 23               | 26 | 56               | 82               |                  |                  |  |           |             |             |             |  |             |             |       |       |  |
|  | Leinster         | Leinster         |                  |                  |                  |    |                  | 82               |                  |                  |  |           |             |             |             |  |             |             |       |       |  |
|  | Connacht         | Connacht         | 21               | 20               | 41               |    |                  |                  |                  |                  |  |           |             |             |             |  |             |             |       |       |  |
|  | Connacht         | Connacht         | 21               | 20               | 41               |    |                  |                  |                  |                  |  |           |             |             |             |  |             |             |       |       |  |
|  |                  |                  |                  |                  |                  |    |                  |                  |                  |                  |  |           |             |             |             |  |             |             |       |       |  |

### Final
| 28 de mayo de 2022 | La Rochelle | 24 - 21 | Leinster | Stade Vélodrome, Marsella |  |

| Bandera de Francia  |
| Campeón La Rochelle |
| Primer título       |